# Pier Nobach
Pier Nobach (Opende, 11 september 1882 – Zaltbommel, 3 maart 1965) was een Nederlandse oorlogsmisdadiger en NSB'er tijdens de Tweede Wereldoorlog.

## Biografie
Nobach werd geboren als zoon van de koopman Hermanus Nobach en zijn vrouw Martje Bijma. Hij trouwde op 5 juni 1907 op 24-jarige leeftijd met de achttienjarige Duitse Elisabeth Borgards, door wie hij, volgens de verhalen, interesse kreeg in het nationaalsocialisme. Na omzwervingen in Duitsland vertrekt Nobach in 1924 met zijn vrouw en twee zoons naar Lyndon in de Verenigde Staten, waar hij twee boerderijen pachtte. In 1936 keert Nobach terug naar zijn geboortestreek, waar hij een woning betrekt te Kornhorn. In 1937 koopt hij een boerderij aan de Eesterweg in Doezum. Daar voerde Nobach in de oorlogsjaren een enorm schrikbewind, maar heeft, zover bekend, eigenhandig geen mensen gedood.
Op 30 oktober 1943 werd er een aanslag op Nobach gepleegd door het verzet, waarbij onbedoeld zijn 27-jarige zoon Herman om het leven kwam. Als vergelding werden enkele dagen later de beschuitfabrikant Taeke Schuilenga uit Surhuisterveen en Gerrit Pieter Beukema, gemeentesecretaris van Grootegast, gearresteerd en geëxecuteerd. Beide mannen waren vooraanstaande dorpelingen in de omgeving van Doezum, en uitgesproken anti-Duits.
Ook werd een aanslag gepleegd op Meinderd de Vries, hoofd van de Chr. Ulo-school in Noordhorn. Hij kon ontvluchten, maar werd later alsnog gearresteerd en overgebracht naar Kamp Vught. In Zuidhorn was een maand eerder de chef van de politie voor het gehele Westerkwartier, de Duitsgezinde opperluitenant van de Marechaussee Derk Klavers, doodgeschoten door verzetsstrijder Hielke van der Heide. In de nacht van 12 en 13 november 1943 volgde een razzia waarbij 38 mensen uit het Westerkwartier en de omgeving van Surhuisterveen gearresteerd. Zij werden dezelfde dag nog als gijzelaar naar het concentratiekamp Vught gebracht. Bij deze razzia vielen twee doden: Cornelis Bellinga, koopman te Niekerk en Henderik Renze Kalk, gemeentesecretaris van Grijpskerk. De 38 gijzelaars overleefden allen de oorlog.
Op Dolle Dinsdag, 5 september 1944, werd het Nobach te heet onder de voeten. Nobach vluchtte met zijn vrouw naar zijn schoonfamilie in Osterath, Duitsland. Zijn boerderij in Doezum verhuurde hij aan Anne Haan. Haan ontving al snel een briefje waaruit bleek dat hij niet welkom was op de boerderij. Hij speelde het briefje en zijn vermoeden van wie het afkomstig was door aan de plaatselijke landwachter Berend Cazemier, die het doorberichtte aan de beruchte SD'er Robert Lehnhoff. Lehnhoff trok met zijn moordcommando naar Doezum en doodde aldaar de 53-jarige huisschilder Albert Krijthe, de 50-jarige garagehouder Lubbe Renkema en de 54-jarige veehouder Jan Pera.
Na enkele maanden Duitsland keerde Nobach begin 1945 terug naar zijn boerderij in Doezum. Gelijk met de bevrijding van het gebied werd Nobach op 15 april 1945 gearresteerd in de Surhuizumer Mieden. Hij was aldaar, wegens de naderende bevrijding, ondergedoken bij een mede-NSB'er. Bij de behandeling van zijn zaak in 1949 eiste de advocaat-fiscaal voor het Bijzonder Gerechtshof Leeuwarden de doodstraf tegen Nobach. Gelet op zijn gevorderde leeftijd en de moord op zijn zoon legde het hof hem een levenslange gevangenistraf op. Nobach werd naar Nieuw Vosseveld in Vught overgebracht, maar werd enkele maanden later alweer vrijgelaten wegens zijn slechte geestelijke gezondheidstoestand. Na zijn vrijlating heeft Nobach nog enige tijd een café gehad in Den Haag en later bewoonde hij een boerderij bij Zeegse in de provincie Drenthe. Zijn echtgenote overleed op 24 december 1955 in Anloo. Nobach overleed op 3 maart 1965 in een verzorgingstehuis te Zaltbommel  en ligt in Zuidlaren begraven.

## Publicaties
- Paul van de Water: In dienst van de nazi's. Gewone mensen als gewelddadige collaborateurs. Uitgeverij Omniboek, Utrecht, 2020. ISBN 978-9401916097